# Prawosławie w Belgii

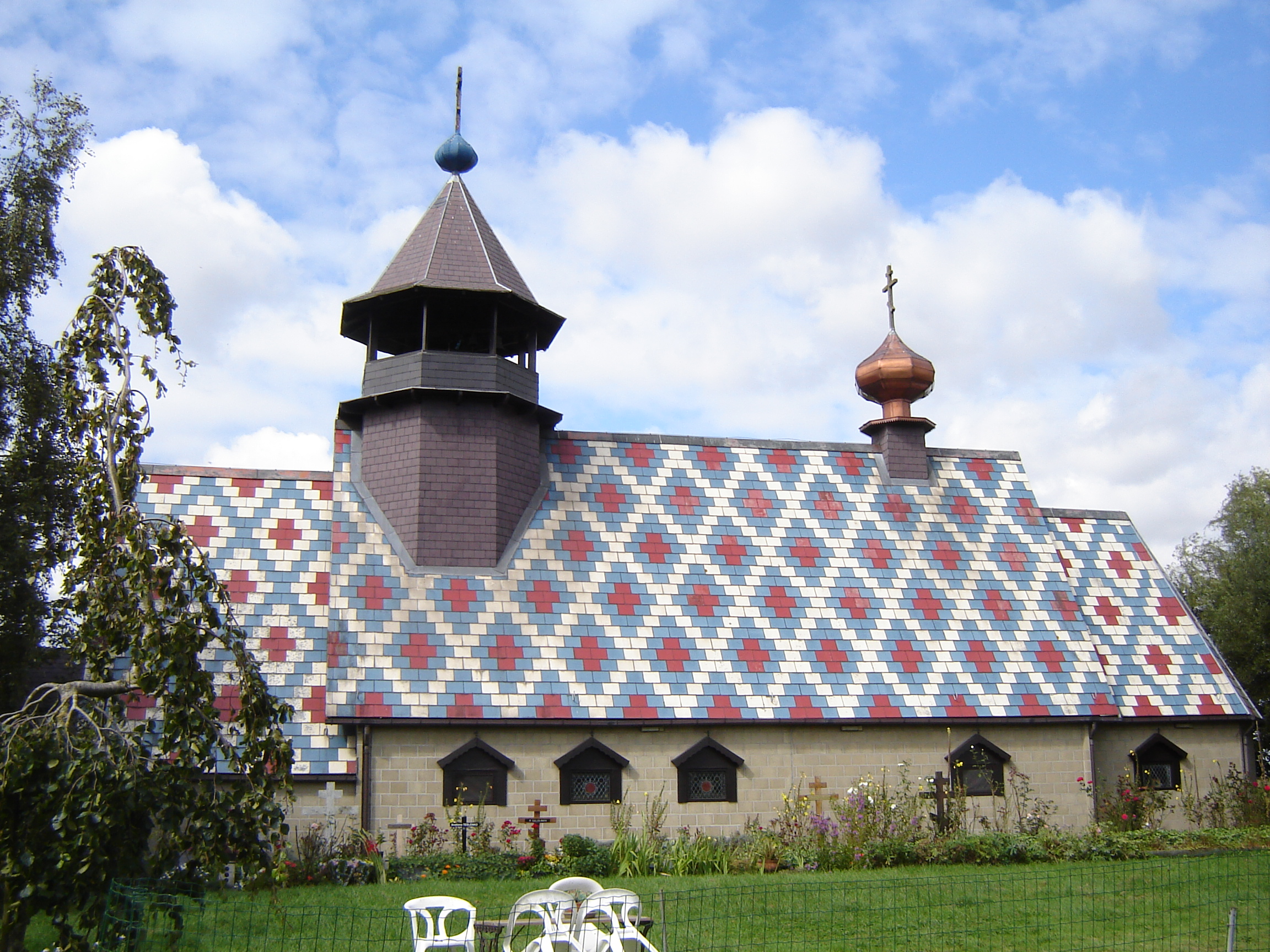
Cerkiew w Lampernisse (Rosyjski Kościół Prawosławny)

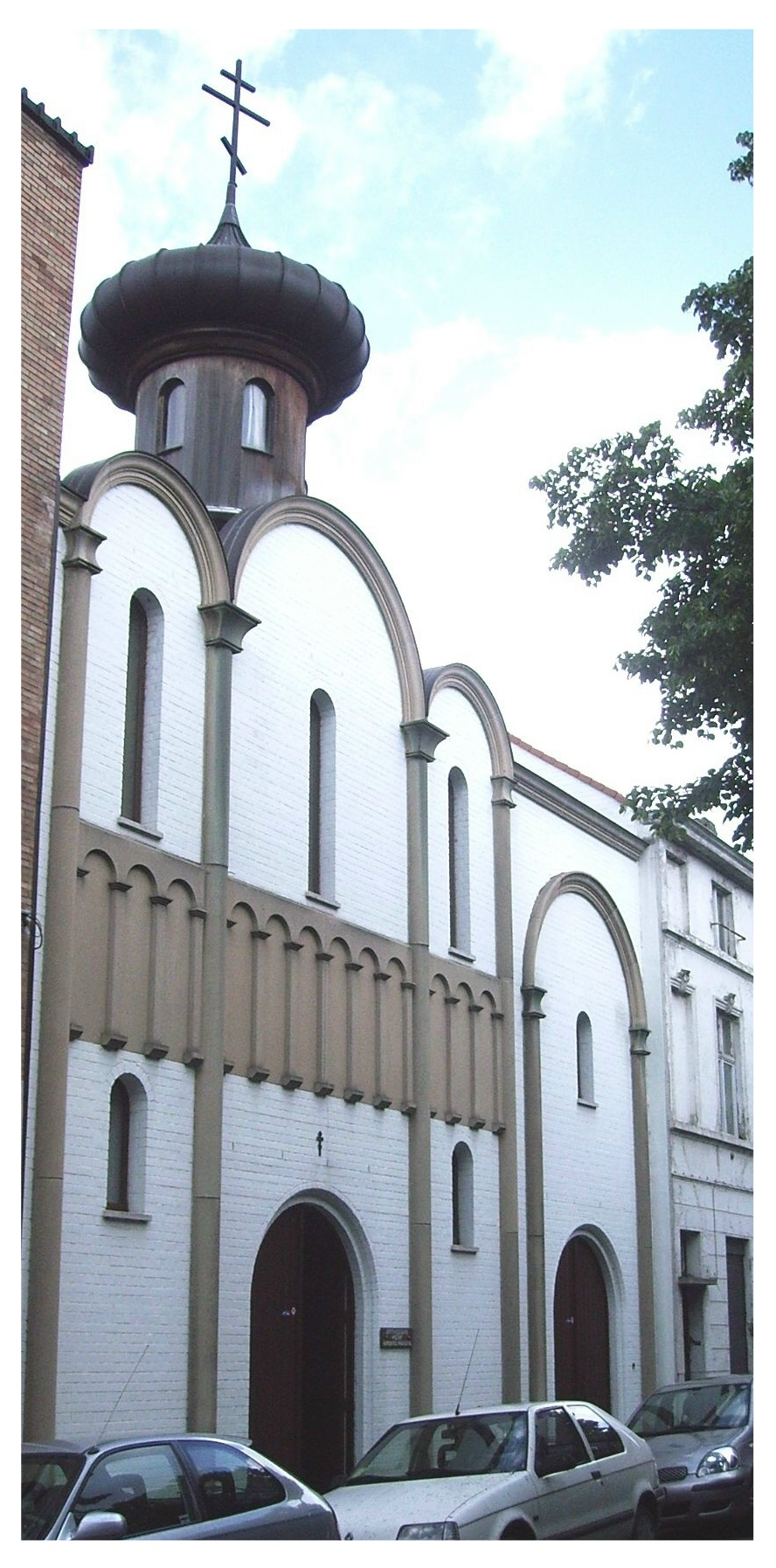
Cerkiew w Gandawie (Patriarchat Konstantynopolitański)

Prawosławie w Belgii obecne jest od II połowy XIX wieku, kiedy w Brukseli powstała pierwsza stała kaplica tego wyznania pod wezwaniem św. Mikołaja Cudotwórcy. W kaplicy pracowali kapłani przybyli z Rosji.

## Początki
Pierwsze – tymczasowe, a następnie stałe – prawosławne placówki duszpasterskie w Belgii związane były z mieszkającymi w tym kraju społecznościami rosyjską i grecką. Dla tej pierwszej w 1862 została otwarta kaplica św. Mikołaja Cudotwórcy obsługiwana przez kapłanów przybyłych z Rosji. Grecy posiadali stałą parafię w Antwerpii od 1900, a od 1926 także w Brukseli.

## XX wiek
Nagły wzrost liczby prawosławnych w Belgii był związany z białą emigracją rosyjską – kilka tysięcy osób zbiegłych z Rosji w toku wojny domowej osiedliła się na stałe w Belgii. Powstały wówczas parafie w Antwerpii, Charleroi, Liège, Gandawie, Leuven i Namur. Siedzibą parafii były najczęściej kaplice domowe lub adaptowane na cele sakralne opuszczone budynki o innym przeznaczeniu. Stawały się one nie tylko ośrodkami kultu religijnego, ale i rosyjskimi centrami kulturalnymi. Jednak dopiero w 1935 emigranci rosyjscy wybudowali pierwszą wolnostojącą świątynię – cerkiew św. Hioba w Brukseli, wzniesioną w stylu moskiewskim. Prawosławni Rosjanie w Belgii początkowo podlegali w całości Zachodnioeuropejskiemu Egzarchatowi Rosyjskiego Kościoła Prawosławnego, z którym część parafii zerwała w latach 1926–1927 na rzecz Rosyjskiego Kościoła Prawosławnego poza granicami Rosji. Większość placówek duszpasterskich pozostała jednak w jurysdykcji egzarchatu, tworząc w 1937 eparchię brukselską, której zwierzchnik posługiwał się tytułem metropolity Brukseli i całej Belgii.
W czasie II wojny światowej środowisko rosyjskich emigrantów w Belgii podzieliło się na zwolenników i przeciwników Hitlera, postrzeganego przez tych pierwszych jako potencjalny pogromca bolszewizmu i wyzwoliciel Rosji. Część wiernych i kapłanów współpracowała z antyfaszystowskim ruchem oporu (metropolita Aleksander został za to deportowany). W związku z różnymi postawami wiernych różne było również nastawienie władz okupacyjnych wobec parafii: niektóre działały swobodnie, podczas gdy inne musiały zawiesić działalność duszpasterską.
Po II wojnie światowej liczba prawosławnych w Belgii ponownie wzrosła za sprawą emigracji zarobkowej Greków do pracy w kopalniach tego kraju, co uczyniło z tej grupy narodowej największą część prawosławnej społeczności Belgii (27 tys. osób) i było przyczyną powstania kilkunastu parafii greckojęzycznych, podlegających powołanej w 1969 metropolii belgijskiej, a od 1973 metropolii Belgii i egzarchatowi Niderlandów i Luksemburga Patriarchatu Konstantynopola. Ponadto w latach 60. i 70. powstały pierwsze parafie z językiem niderlandzkim oraz francuskim (działają obecnie w Brukseli i Gandawie). Od 1985 prawosławie, obok katolicyzmu, islamu i judaizmu, posiada status jednego z wyznań państwowych.

## Współczesność
Według danych z początku XXI w. w Belgii przebywało 70–80 tys. prawosławnych. Największą liczbę – 21 parafii – posiadał patriarchat Konstantynopola, którego metropolita Pantelejmon reprezentuje ogół prawosławnych w stosunkach z rządem kraju. W jurysdykcji patriarchy pozostają również placówki duszpasterskie niderlandzko- i francuskojęzyczna oraz jedna parafia gruzińska w Brukseli. W 2015 w Brukseli powstała polska parafia prawosławna, należąca administracyjnie do Patriarchatu Konstantynopola, z duchownym z Polskiego Autokefalicznego Kościoła Prawosławnego. 11 parafii i dwa monastery (w Pervijze i Trazegnies) pozostaje w jurysdykcji patriarchy Moskwy; ich zwierzchnikiem jest arcybiskup Brukseli i całej Belgii Szymon (Iszunin). Ponadto na terenie Belgii działają 3 parafie z dekanatu Beneluksu Arcybiskupstwa Zachodnioeuropejskich Parafii Tradycji Rosyjskiej, także podlegającego Patriarchatowi Moskiewskiemu. Dwie parafie w Belgii posiada Rosyjski Kościół Prawosławny poza granicami Rosji (podlegają one eparchii brytyjskiej i zachodnioeuropejskiej). 3 parafie posiada Rumuński Kościół Prawosławny, po jednej – kościoły Bułgarski i Serbski.
W odróżnieniu od struktur prawosławnych w innych krajach Europy Zachodniej, parafie prawosławne różnych jurysdykcji w Belgii prowadzą współpracę jedynie na gruncie nieformalnym, nie powołując specjalnych ciał konsultacyjnych. Również kongresy i spotkania przedstawicieli różnych Kościołów prawosławnych odbywają się nieregularnie. Przedstawiciele prawosławia biorą również udział w wewnątrzkrajowych inicjatywach ekumenicznych.